# Beršad'
Beršad' (in ucraino Бершадь?) è una città ucraina (12 000 abitanti), nel distretto di Hajsyn, nell'oblast' di Vinnycja. Ospita l'amministrazione della comunità territoriale di Beršad', una delle comunità territoriali dell'Ucraina.
Fino al 18 luglio 2020 fungeva da centro amministrativo del distretto di Beršad'. Come parte della riforma amministrativa che ha ridotto a sei il numero dei distretti dell'oblast' di Vinnycja, il distretto di Beršad' venne fuso nel distretto di Hajsyn.